# 平顶堡镇
平顶堡镇，是中华人民共和国辽宁省铁岭市铁岭县下辖的一个乡镇级行政单位。

## 行政区划
平顶堡镇下辖以下地区：
团山沟村、高箭沟村、苑家沟村、山头堡村、平顶堡村、建设村、下屯村、椴木岭子村、小红石村和铁岭县平顶堡工业园社区。

## 交通
京哈铁路：平顶堡站